# Golden goal
Een golden goal is een vorm van sudden death.

## Voetbal
De golden goal werd soms gebruikt in toernooien volgens een afvalsysteem, waarbij een wedstrijd een winnaar dient te hebben die naar de volgende ronde mag.
Bij een gelijke stand na de volledige speeltijd van negentig minuten is de winnaar van de wedstrijd de ploeg die tijdens de verlengingen van maximaal tweemaal vijftien minuten het eerste doelpunt maakt. Bij zo'n doelpunt wordt niet verder gespeeld, maar is de wedstrijd direct afgelopen. Zowel deze verlenging als het doelpunt zelf kan aangeduid worden met de term 'golden goal'. Indien er na de verlenging nog geen doelpunten zijn gevallen, en/of de stand nog altijd gelijk is, beslissen strafschoppen over winst en verlies.
In 1996 werd op het Europees kampioenschap in Engeland de golden goal ingevoerd. De Duitser Bierhoff maakte in de finale tegen Tsjechië de golden goal waardoor zijn land kampioen werd. In 2003 schafte de UEFA de golden goal af, en in 2005 deed ook de FIFA dit.
In 2003 werd ook een variant, de silver goal, ingevoerd. Deze variant werd drie jaar later, in 2006, alweer afgeschaft.

## Andere sporten
De golden goal wordt ook in andere sporten gebruikt. Bij het veldhockey won Nederland het Wereldkampioenschap hockey mannen (1998) door een golden goal van Teun de Nooijer en geldt de regel ook in de play offs. Ook in korfbal wordt dit begrip gebruikt.